# آرثر والغيبيات
آرثر والغيبيات (بالإنجليزية: Arthur and the Invisibles)‏ هو فيلم رسوم متحركة، فنتازيا، مغامرة كوميدي فرنسي إنتاج سنة 2006 من كتابة وإخراج لوك بيسون وبطولة فريدي هايمور، مادونا، جيمي فالون، مايا فارو، روبرت دي نيرو، سنوب دوغ وديفيد بوي.بلغت تكلفة الفيلم 85 مليون دولار.